# يارا الحقباني
يارا الحقباني (2004 -)؛ لاعبة كرة مضرب سعودية. بدأت مسيرتها الدولية في عام 2019. تعد أول سعودية تحقق فوزًا دوليًا في التنس في عام 2019، لتصبح إثر ذلك أصغر رياضية مثلت المملكة العربية السعودية في المحافل الدولية عبر المنتخبات السعودية للناشئين والشباب والمنتخب الأول.
وحققت الحقباني في عام 2022 نجاحاً جديداً في مسيرتها الرياضية الواعدة، حيث توجت ببطولة البحرين الدولية ITF، عقب فوزها على منافستها الروسية إيرموكوفا المصنفة الأولى بالبطولة.
وحققت الحقباني، والتي تلعب مع فريق الاتحاد، الميدالية الذهبية للعبة التنس للسيدات في دورة الألعاب السعودية، عقب فوزها على لارا بخاري لاعبة فريق الهلال بمجموعتين دون مقابل.

## بداية مسيرتها الرياضية
يارا الحقباني التي ولدت في أوهايو ونشأت في فرجينيا في الولايات المتحدة، احترفت رياضة التنس في وقت مبكر من عمرها لتكون أصغر لاعبة تنس بالمملكة، وشاركت في العديد من المحافل الدولية مثل بطولة نيروبي الدولية، وبطولات «الجونيور» والـ«فيوتشر WTA» وبطولات التضامن الإسلامي.
وشاركت الحقباني مع المنتخب السعودي الأول للسيدات قبل أن تتجاوز عامها الـ13. وبلغت الدور ربع النهائي في بطولة التضامن الإسلامي في جمهورية أذربيجان، وتغلبت في الدور ثمن النهائي على لاعبة تكبرها بالعمر. وتعد الحقباني، رغم صغر سنها، أول أول لاعبة سعودية تسجل رسميا في كشوفات نادٍ سعودي.